# Перетно
Перетно (рус. Перетно) моренско је језеро на северозападу европског дела Руске Федерације. Налази се на територији Окуловског рејона, на око 10 километара северозападно од града Окуловке, у централном делу Новгородске области. Географски припада Валдајском побрђу.
Површина језерске акваторије је 3,8 км², док сливно подручје језера обухвата територију површине 525 км². Површина језера лежи на надморској висини од 145 метара.
Највећа притока је Боровна (дужина тока 16 км), док је највећа отока река Перетна преко које је повезано са басеном реке Мсте, односно Неве. Како је језеро Перетно повезано мањом протоком са вештачким језером Заозјорје које се налази на око 1,5 километара источније, у неким изворима се као почетна тачка тока реке Перетне често наводи то вештачко језеро.